# Menars
Menars (prononcé [menaʁ]; parfois écrit Ménars) est une commune française située dans le département de Loir-et-Cher, en région Centre-Val de Loire.
Localisée au centre du département, à côté de Blois et en bord de Loire, la commune fait partie du val de Loire. En effet, elle est à cheval entre le plateau de la Beauce et la vallée, avec un accès direct sur le fleuve par sa rive droite. Avec une superficie de 4,5 km2, Menars est la 8e commune la moins étendue du département mais, forte de 620 habitants en 2022, constitue tout de même la 130e la plus fortement peuplée du Loir-et-Cher (sur 267), après Montrieux-en-Sologne (636 hab.).
Plusieurs espaces naturels d'intérêt sont présents dans la commune : deux sites natura 2000 et une zone naturelle d'intérêt écologique, faunistique et floristique (ZNIEFF). Le parc de Ménars (privé) est une grande forêt qui borde la commune.
Aujourd'hui, Menars est dynamique : 2 écoles, plusieurs commerces (coiffeur, bar/tabac/journaux, épicerie, boulangerie, boucherie) mais aussi un médecin et une infirmière, une gare avec deux arrêts par jour (2020), un terrain de tennis, un city stade, une cantine communale, et des animations multiples grâce aux associations qui font vivre le village. En bordure de la Loire à vélo, les touristes comme les habitants peuvent se reposer sur l'Aire de la Pompadour, espace destiné au pique nique, aux vélos et au repos, en bordure du fleuve.
Dans le passé, et en 2010, l'orientation technico-économique de l'agriculture dans la commune est la culture des céréales et des oléoprotéagineux. À l'instar du département qui a vu disparaître le quart de ses exploitations en dix ans, le nombre d'exploitations agricoles a fortement diminué, passant de 26 en 1998 puis à 0 en 2010. La commune propose aujourd'hui un petit parc d'activité destiné à des entreprises plus ou moins importantes, avec des emplois sur la commune.
La commune est surtout célèbre pour son château, bâtiment porté à l'inventaire des monuments historiques : le château de Menars, célèbre pour avoir été, sous Louis XIV, la propriété de Madame de Pompadour.

## Géographie

### Localisation et communes limitrophes
La commune de Menars se trouve au centre du département de Loir-et-Cher, dans la petite région agricole de la Beauce,. À vol d'oiseau, elle se situe à 8,3 km de Blois, préfecture du département. La commune fait en outre partie du bassin de vie de Blois.
Les communes les plus proches sont
Cour-sur-Loire (1,8 km), Saint-Denis-sur-Loire (2,4 km), Montlivault (2,8 km), Saint-Claude-de-Diray (2,9 km), Villerbon (3,6 km), La Chaussée-Saint-Victor (4,1 km), Suèvres (5 km), Maslives (5,6 km) et Saint-Dyé-sur-Loire (6,4 km).

### Paysages et relief
Dans le cadre de la Convention européenne du paysage, adoptée le 20 octobre 2000 et entrée en vigueur en France le 1er juillet 2006, un atlas des paysages de Loir-et-Cher a été élaboré en 2010 par le CAUE de Loir-et-Cher, en collaboration avec la DIREN Centre (devenue DREAL en 2011), partenaire financier. Les paysages du département s'organisent ainsi en huit grands ensembles et 25 unités de paysage,. La commune fait partie de l'unité de paysage de « la Beauce ».
La fertile Beauce, qui couvre pas moins de six cent mille hectares, est un vaste plateau, essentiellement consacré aux grandes cultures (céréales, colza, betterave sucrière). En Loir-et-Cher, la Beauce s'avance jusqu'à Blois, bordée au nord par le Loir et au sud par la Loire, couvrant un septième du département. Ses paysages épurés et ouverts sur le ciel contrastent avec les vertes collines Percheronnes au nord et surtout avec les grandes forêts Solognotes au sud.
L'altitude du territoire communal varie de 67 mètres à 111 mètres,.

### Hydrographie
La commune est longée par la Loire (0,688 km) en limite sud de son territoire et est drainée par divers petits cours d'eau, constituant un réseau hydrographique de 10,01 km de longueur totale.
Le cours de la Loire s'insère dans une large vallée qu'elle a façonnée peu à peu depuis des milliers d'années. Elle traverse d'est en ouest le département de Loir-et-Cher depuis Saint-Laurent-Nouan jusqu'à Veuves, avec un cours large et lent. La Loire présente des fluctuations saisonnières de débit assez marquées.
Sur le plan piscicole, ce cours d'eau est classé en deuxième catégorie, où le peuplement piscicole dominant est constitué de poissons blancs (cyprinidés) et de carnassiers (brochet, sandre et perche).

### Climat
Pour des articles plus généraux, voir Climat du Centre-Val de Loire et Climat de Loir-et-Cher.
En 2010, le climat de la commune est de type climat océanique dégradé des plaines du Centre et du Nord, selon une étude du CNRS s'appuyant sur une série de données couvrant la période 1971-2000. En 2020, Météo-France publie une typologie des climats de la France métropolitaine dans laquelle la commune est exposée à un climat océanique altéré et est dans la région climatique Moyenne vallée de la Loire, caractérisée par une bonne insolation (1 850 h/an) et un été peu pluvieux.
Pour la période 1971-2000, la température annuelle moyenne est de 11,1 °C, avec une amplitude thermique annuelle de 15 °C. Le cumul annuel moyen de précipitations est de 649 mm, avec 10,7 jours de précipitations en janvier et 6,7 jours en juillet. Pour la période 1991-2020, la température moyenne annuelle observée sur la station météorologique de Météo-France la plus proche, « Blois », sur la commune de Villefrancœur à 15 km à vol d'oiseau, est de 11,8 °C et le cumul annuel moyen de précipitations est de 641,4 mm,. Pour l'avenir, les paramètres climatiques de la commune estimés pour 2050 selon différents scénarios d'émission de gaz à effet de serre sont consultables sur un site dédié publié par Météo-France en novembre 2022.

### Milieux naturels et biodiversité

#### Sites Natura 2000
Le réseau Natura 2000 est un réseau écologique européen de sites naturels d'intérêt écologique élaboré à partir des Directives « Habitats » et « Oiseaux ». Ce réseau est constitué de Zones spéciales de conservation (ZSC) et de Zones de protection spéciale (ZPS). Dans les zones de ce réseau, les États membres s'engagent à maintenir dans un état de conservation favorable les types d'habitats et d'espèces concernés, par le biais de mesures réglementaires, administratives ou contractuelles. L'objectif est de promouvoir une gestion adaptée des habitats tout en tenant compte des exigences économiques, sociales et culturelles, ainsi que des particularités régionales et locales de chaque État membre. Les activités humaines ne sont pas interdites, dès lors que celles-ci ne remettent pas en cause significativement l'état de conservation favorable des habitats et des espèces concernés. Des parties du territoire communal sont incluses dans les sites Natura 2000 suivants :
- une ZSC, la « Vallée de la Loire de Mosnes à Tavers », d'une superficie de 2 278 ha, un des sites ligériens les plus remarquables par son originalité, avec des milieux naturels incontournables tels que les habitats d'eaux courantes et stagnantes accueillant de nombreux poissons et autres animaux de l'Annexe II (Castor), les pelouses et prairies de grèves et zones inondables et les forêts alluviales[23] ;
- une ZPS, le « Vallée de la Loire du Loir-et-Cher », d'une superficie de 2 398 ha[24].

#### Zones naturelles d'intérêt écologique, faunistique et floristique
L'inventaire des zones naturelles d'intérêt écologique, faunistique et floristique (ZNIEFF) a pour objectif de réaliser une couverture des zones les plus intéressantes sur le plan écologique, essentiellement dans la perspective d'améliorer la connaissance du patrimoine naturel national et de fournir aux différents décideurs un outil d'aide à la prise en compte de l'environnement dans l'aménagement du territoire. Le territoire communal de Menars comprend une ZNIEFF :
la « Loire Blésoise » (2 380,68 ha).

Cartes des Znieff et zones Natura 2000.
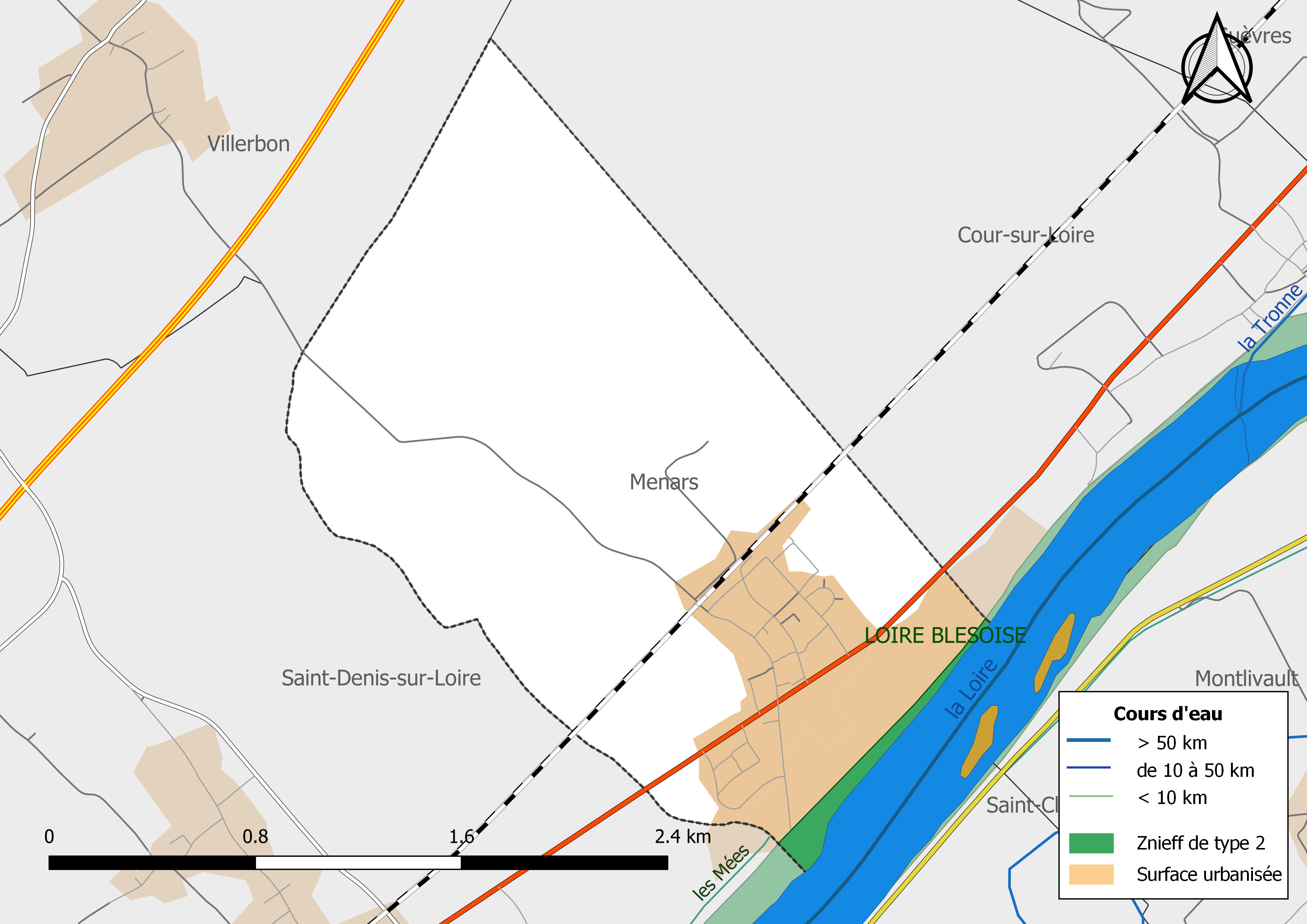
Carte des ZNIEFF de type 2 localisées dans la commune[Note 3].
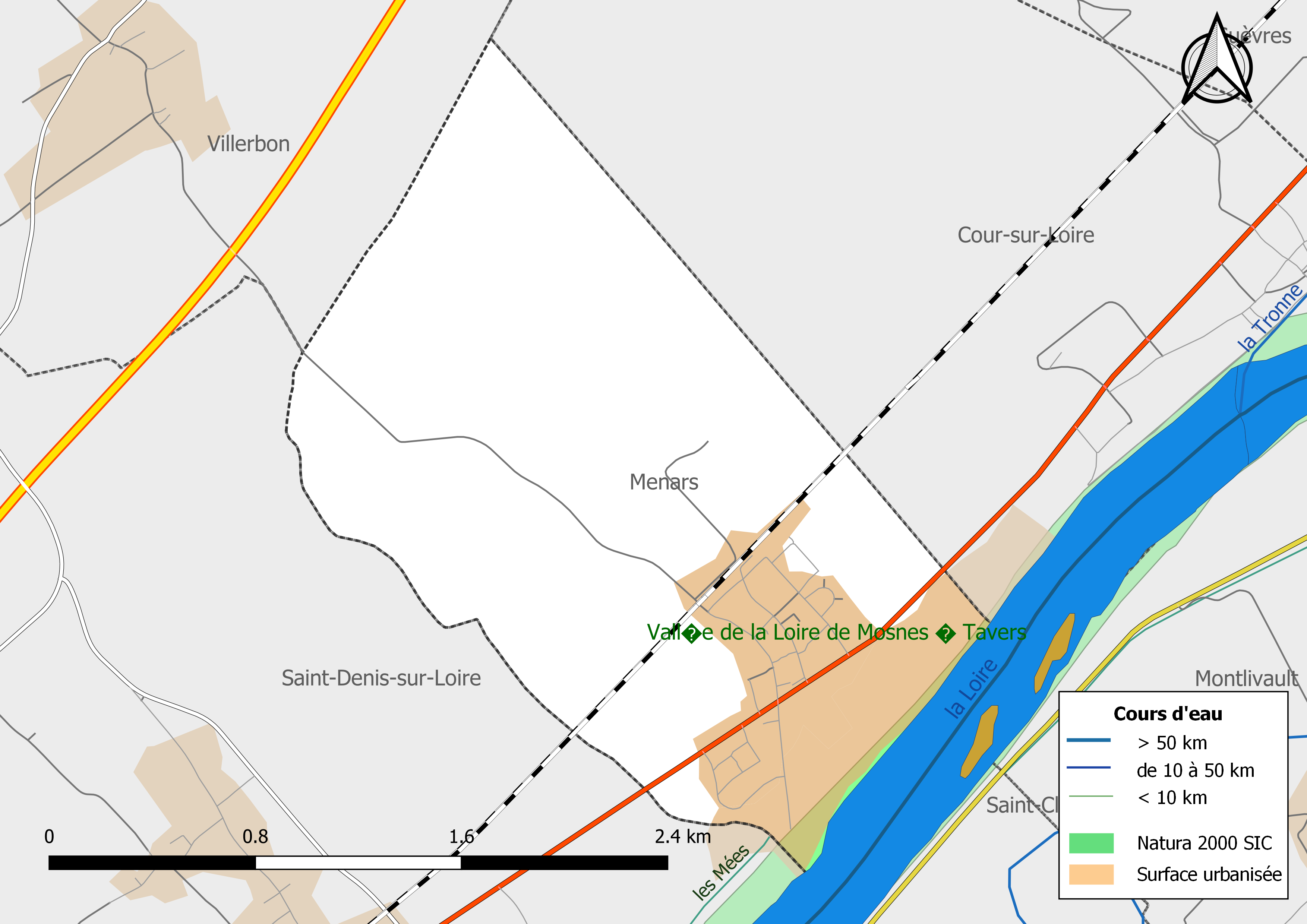
Carte de la zone Natura 2000 de type SIC localisée dans la commune.
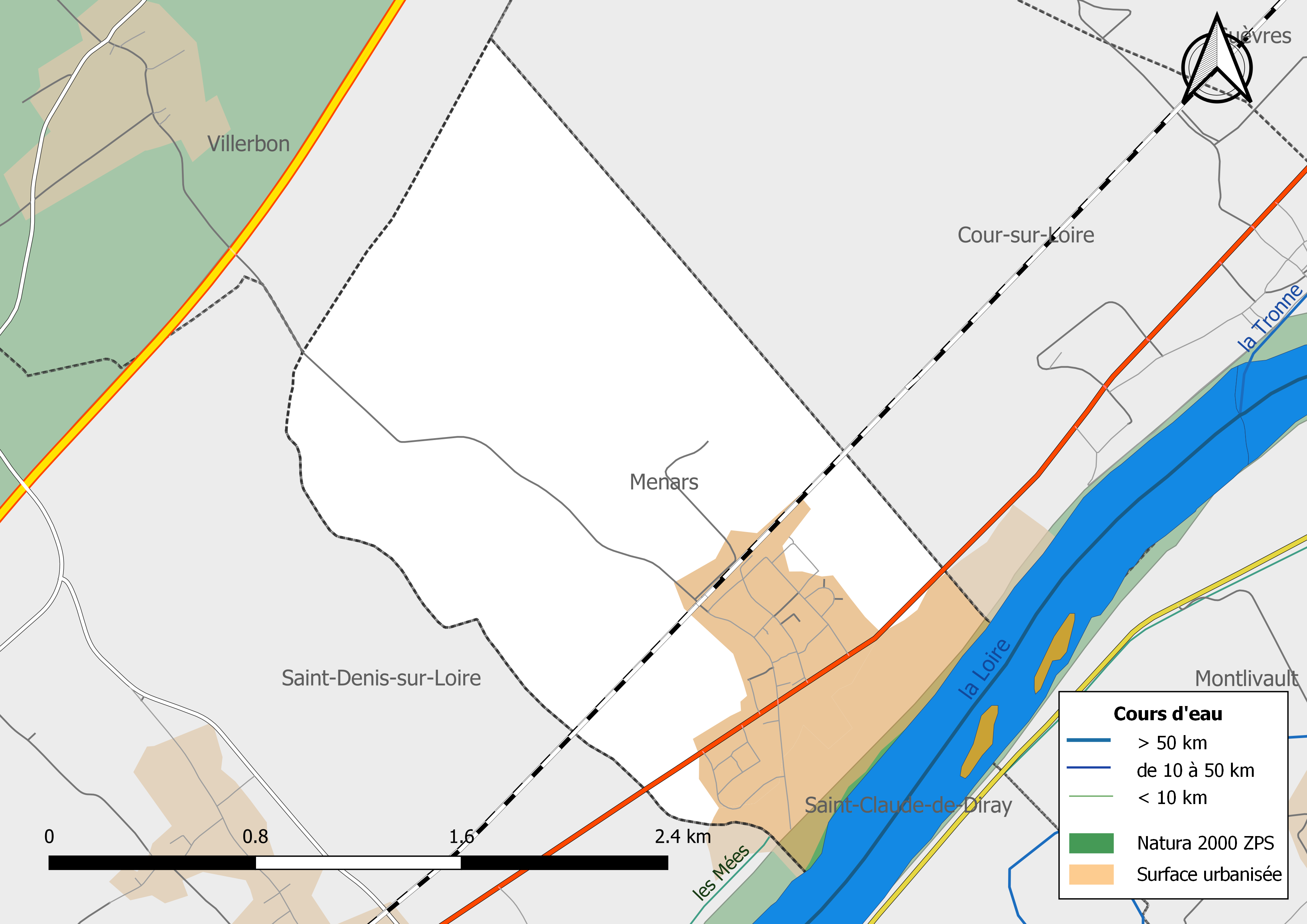
Carte de la zone Natura 2000 de type ZPS localisée dans la commune.

## Urbanisme

### Typologie
Au 1er janvier 2024, Menars est catégorisée commune rurale à habitat dispersé, selon la nouvelle grille communale de densité à sept niveaux définie par l'Insee en 2022.
Elle est située hors unité urbaine. Par ailleurs la commune fait partie de l'aire d'attraction de Blois, dont elle est une commune de la couronne,. Cette aire, qui regroupe 78 communes, est catégorisée dans les aires de 50 000 à moins de 200 000 habitants,.

### Occupation des sols
Selon l'Insee, Menars est une commune rurale, car elle n'appartient à aucune unité urbaine,,.
L'occupation des sols est marquée par l'importance des espaces agricoles et naturels (89,4 %). La répartition détaillée ressortant en 2012 de la base de données européenne d'occupation biophysique des sols Corine Land Cover est la suivante :
terres arables (34,9 %),
forêts (36,8 %),
prairies (6,1 %),
zones urbanisées (10,6 %),
espaces verts artificialisés non agricoles (7,5 %),
eaux continentales (4,1 %).
Le territoire est marqué par un tissu urbain dense, maillé par un vaste réseau de voiries, où l'agriculture est toujours présente et apporte une harmonie dans le paysage urbain. À l'échelle de l'unité géographique « Cœur d'agglomération », qui regroupe neuf communes, dont Menars, la consommation d'espaces agricoles et naturels pour répondre aux besoins de développement a été soutenue. 64,4 % des aménagements (logements, équipements, entreprises) ont été réalisés sur de nouveaux terrains, soit 252 hectares entre 2002 et 2015. La part des aménagements en densification sur cette unité est la plus importante de l'agglomération : 35,6 % des aménagements ont été réalisés dans des espaces libres ou en friche de l'espace urbain.

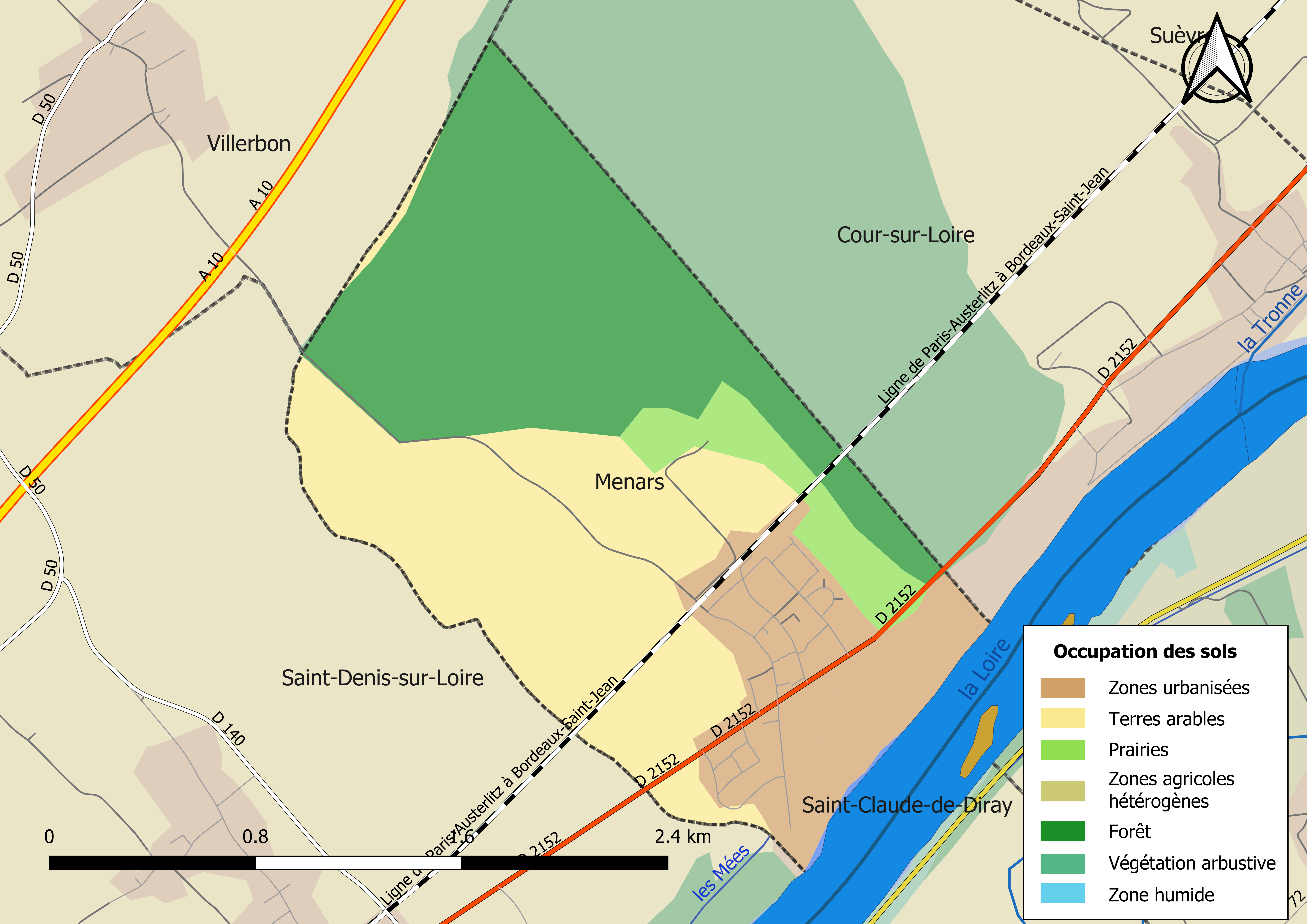
Carte des infrastructures et de l'occupation des sols de la commune en 2018 (CLC).

### Planification et opérations d'urbanisme
La loi SRU du 13 décembre 2000 a incité fortement les communes à se regrouper au sein d'un établissement public, pour déterminer les partis d'aménagement de l'espace au sein d'un SCoT, un document essentiel d'orientation stratégique des politiques publiques à une grande échelle. La commune est dans le territoire du SCOT du Blésois, approuvé en 2006 et révisé en juillet 2016.
En matière de planification, la commune disposait en 2017 d'un plan local d'urbanisme en révision. Par ailleurs, à la suite de la loi ALUR (loi pour l'accès au logement et un urbanisme rénové) de mars 2014, un plan local d'urbanisme intercommunal couvrant le territoire de la communauté d'agglomération de Blois « Agglopolys » a été prescrit le 3 décembre 2015.
La ZAC des Coutures est une opération d'urbanisme prévue en 4 tranches. Le programme global prévisionnel des constructions portait sur 11,6 hectares et comprenait un nombre de logements entre 120 et 140, dont environ 17 % à destination d'habitat locatif social, environ 8 % en accession abordable, environ 75 % en accession libre et une réserve de 1 500 m2 destinée à un équipement public du type salle des associations.

### Habitat et logement
Le tableau ci-dessous présente la typologie des logements à Menars en 2016 en comparaison avec celle du Loir-et-Cher et de la France entière. Une caractéristique marquante du parc de logements est ainsi la faible proportion des résidences secondaires et logements occasionnels (4,4 %) par rapport au département (18 %) et à la France entière (9,6 %). Concernant le statut d'occupation de ces logements, 78,0 % des habitants de la commune sont propriétaires de leur logement (77,3 % en 2011), contre 68,1 % pour le Loir-et-Cher et 57,6 pour la France entière.
|                                                         | Menars | Loir-et-Cher | France entière |
| ------------------------------------------------------- | ------ | ------------ | -------------- |
| Résidences principales (en %)                           | 88,7   | 74,5         | 82,3           |
| Résidences secondaires et logements occasionnels (en %) | 4,4    | 18           | 9,6            |
| Logements vacants (en %)                                | 6,9    | 7,5          | 8,1            |

### Risques majeurs
Le territoire communal de Menars est vulnérable à différents aléas naturels : inondations (par débordement de la Loire ou par ruissellement), climatiques (hiver exceptionnel ou canicule), mouvements de terrains ou sismique (sismicité très faible).
Il est également exposé à deux risques technologiques : le risque nucléaire et le transport de matières dangereuses,.

#### Risques naturels

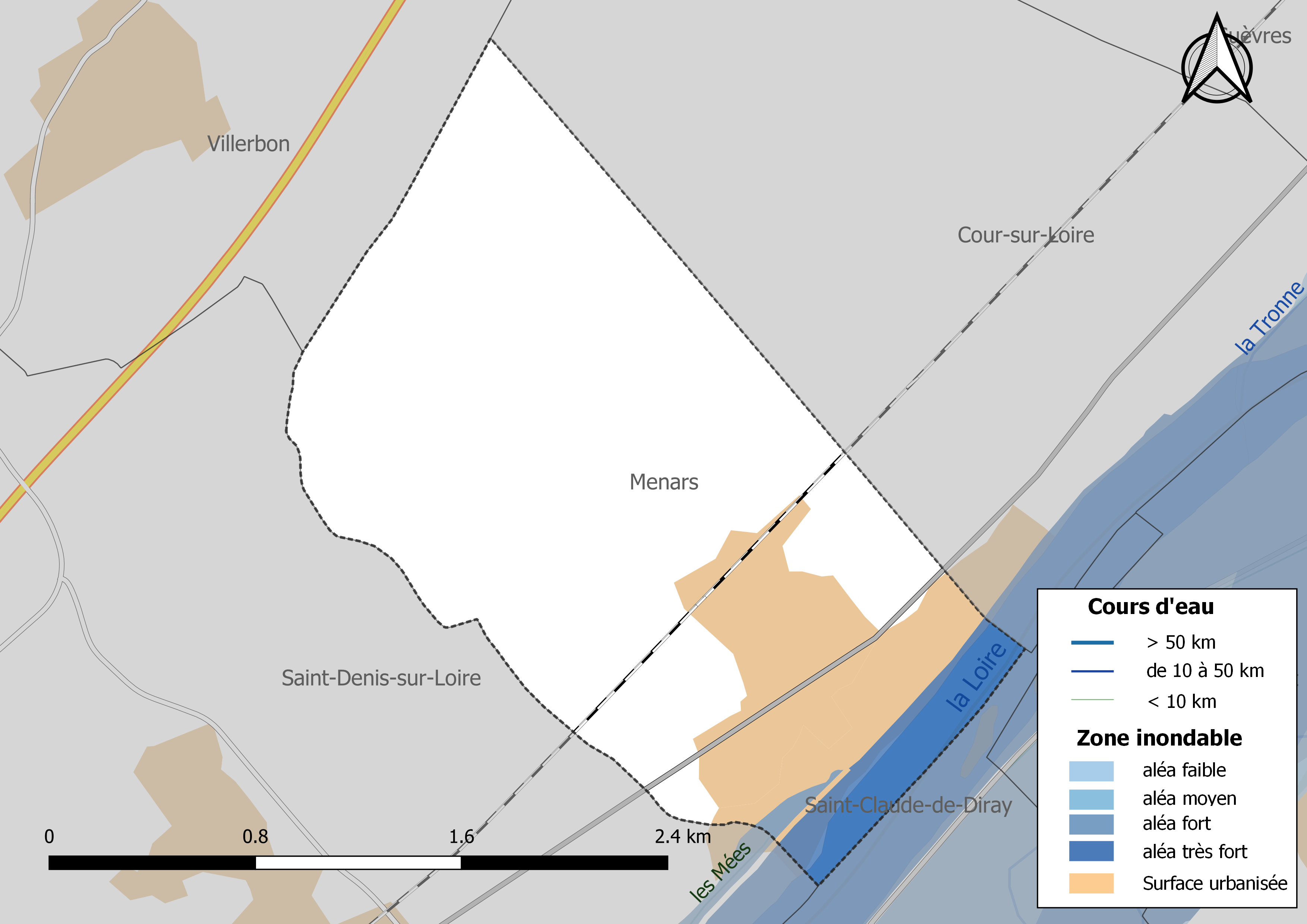
Zones inondables de la commune de Menars.

Les mouvements de terrains susceptibles de se produire dans la commune sont liés au retrait-gonflement des argiles. Le phénomène de retrait-gonflement des argiles est la conséquence d'un changement d'humidité des sols argileux. Les argiles sont capables de fixer l'eau disponible mais aussi de la perdre en se rétractant en cas de sécheresse. Ce phénomène peut provoquer des dégâts très importants sur les constructions (fissures, déformations des ouvertures) pouvant rendre inhabitables certains locaux. La carte de zonage de cet aléa peut être consultée sur le site de l'observatoire national des risques naturels Georisques.
En Loir-et-Cher, les crues de la Loire représentent des volumes d'eau et des débits quatre à cinq fois supérieurs à ceux du Cher et du Loir : la superficie des zones et l'ampleur des dégâts peuvent être considérables. Les crues historiques sont celles de 1846 (6,60 m à l'échelle de Blois), 1856 (6,78 m), 1866 (6,70 m), 1907 (5,63 m) et 2003 (3,78 m). Le débit maximal historique est de 5 100 m3/s (crue de 1846) et caractérise une crue de retour centennal. Le risque d'inondation est pris en compte dans l'aménagement du territoire de la commune par le biais du Plan de prévention du risque inondation (PPRI) de la Loire amont.

#### Risques technologiques
La totalité du territoire de la commune peut être concernée par le risque nucléaire. En cas d'accident grave, certaines installations nucléaires sont susceptibles de rejeter dans l'atmosphère de l'iode radioactif. Or la commune se situe partiellement à l'intérieur du périmètre de 20 km du Plan particulier d'intervention de la centrale nucléaire de Saint-Laurent-des-Eaux. À ce titre les habitants de la commune, comme tous ceux résidant dans le périmètre proche de 20 km de la centrale ont bénéficié, à titre préventif, d'une distribution de comprimés d'iode stable dont l'ingestion avant rejet radioactif permet de pallier les effets sur la thyroïde d'une exposition à de l'iode radioactif. En cas d'incident ou d'accident nucléaire, des consignes de confinement ou d'évacuation peuvent être données et les habitants peuvent être amenés à ingérer, sur ordre du préfet, les comprimés en leur possession,.
Le risque de transport de marchandises dangereuses dans la commune est lié à sa traversée par des infrastructures routières et ferroviaires importantes et la présence d'une canalisation de transport de gaz. Un accident se produisant sur de telles infrastructures est en effet susceptible d'avoir des effets graves au bâti ou aux personnes jusqu'à 350 m, selon la nature du matériau transporté. Des dispositions d'urbanisme peuvent être préconisées en conséquence.

## Histoire

### Ancien Régime
Menars relevait jusqu'en 1629 de la paroisse de Cour-sur-Loire.
Vers 1646, Guillaume Charron (mort en 1669), conseiller du roi et trésorier général de l'Extraordinaire des guerres fait bâtir le château de Menars. Son fils, Jean-Jacques Charron (mort en 1718), président à mortier au Parlement de Paris et beau-frère de Colbert, dit le « président de Menars », en hérite et agrandit considérablement le domaine que Louis XIV érige en marquisat en 1676.

### Révolution française et Empire

#### Nouvelle organisation territoriale
Le décret de l'Assemblée nationale du 12 novembre 1789 décrète qu'« il y aura une municipalité dans chaque ville, bourg, paroisse ou communauté de campagne », mais ce n'est qu'avec le décret de la Convention nationale du 10 brumaire an II (31 octobre 1793) que la paroisse de Menars devient formellement « commune de Menars »,.
En 1790, dans le cadre de la création des départements, la municipalité est rattachée au canton de Marolles et au district de Blois. Les cantons sont supprimés, en tant que découpage administratif, par une loi du 26 juin 1793, et ne conservent qu'un rôle électoral, permettant l'élection des électeurs du second degré chargés de désigner les députés,. La Constitution du 5 fructidor an III, appliquée à partir de vendémiaire an IV (1795) supprime les districts, considérés comme des rouages administratifs liés à la Terreur, mais maintient les cantons qui acquièrent dès lors plus d'importance en retrouvant une fonction administrative. Enfin, sous le Consulat, un redécoupage territorial visant à réduire le nombre de justices de paix ramène le nombre de cantons en Loir-et-Cher de 33 à 24. Menars est alors rattachée au canton de Mer et à l'Arrondissement de Blois par arrêté du 5 vendémiaire an X (26 septembre 1801),,. Cette organisation va rester inchangée pendant près de 150 ans.

## Politique et administration

### Découpage territorial
La commune de Menars est membre de la communauté d'agglomération de Blois « Agglopolys », un établissement public de coopération intercommunale (EPCI) à fiscalité propre créé le 1er janvier 2012.
Elle est rattachée sur le plan administratif à l'arrondissement de Blois, au département de Loir-et-Cher et à la région Centre-Val de Loire, en tant que circonscriptions administratives. Sur le plan électoral, elle est rattachée au canton de Blois-2 depuis 2015 pour l'élection des conseillers départementaux et à la Troisième circonscription de Loir-et-Cher pour les élections législatives.

### Politique et administration municipale

#### Conseil municipal et maire
Le conseil municipal de Menars, commune de moins de 1 000 habitants, est élu au scrutin majoritaire plurinominal avec listes ouvertes et panachage. Compte tenu de la population communale, le nombre de sièges au conseil municipal est de 15. Le maire, à la fois agent de l'État et exécutif de la commune en tant que collectivité territoriale, est élu par le conseil municipal au scrutin secret lors de la première réunion du conseil suivant les élections municipales, pour un mandat de six ans, c'est-à-dire pour la durée du mandat du conseil.
| Période                                  | Période  | Identité        | Étiquette | Qualité                                   |
| ---------------------------------------- | -------- | --------------- | --------- | ----------------------------------------- |
| mars 2001                                |          | Yves Garnavault | SE        |                                           |
| mars 2008                                |          | François Virlet | SE        |                                           |
| mars 2014                                | mai 2020 | Yves George     |           | Industriel, chef d'entreprise             |
| mai 2020                                 | En cours | Serge Touzelet, |           | Chef d'entreprise de dix salariés ou plus |
| Les données manquantes sont à compléter. |          |                 |           |                                           |

## Équipements et services

### Eau et assainissement
L'organisation de la distribution de l'eau potable, de la collecte et du traitement des eaux usées et pluviales relève des communes. La compétence eau et assainissement des communes est un service public industriel et commercial (SPIC).

#### Alimentation en eau potable
Le service d'eau potable comporte trois grandes étapes : le captage, la potabilisation et la distribution d'une eau potable conforme aux normes de qualité fixées pour protéger la santé humaine. En 2019, la commune est membre du syndicat intercommunal d'adduction d'eau potable de Cour-sur-Loire qui assure le service en le délégant à une entreprise privée, Veolia dont le contrat arrive à échéance le 31 décembre 2030.

#### Assainissement des eaux usées
En 2019, la gestion du service d'assainissement collectif de la commune de Menars est assurée par la communauté d'agglomération Agglopolys qui a le statut de régie à autonomie financière.
L'assainissement non collectif (ANC) désigne les installations individuelles de traitement des eaux domestiques qui ne sont pas desservies par un réseau public de collecte des eaux usées et qui doivent en conséquence traiter elles-mêmes leurs eaux usées avant de les rejeter dans le milieu naturel. La communauté d'agglomération de Blois « Agglopolys » assure pour le compte de la commune le service public d'assainissement non collectif (SPANC), qui a pour mission de vérifier la bonne exécution des travaux de réalisation et de réhabilitation, ainsi que le bon fonctionnement et l'entretien des installations.

### Sécurité, justice et secours
La sécurité de la commune est assurée par la brigade de gendarmerie de Mer qui dépend du groupement de gendarmerie départementale de Loir-et-Cher installé à Blois.
En matière de justice, Menars relève du conseil de prud'hommes de Blois, de la Cour d'appel d'Orléans (juridiction de Blois), de la Cour d'assises de Loir-et-Cher, du tribunal administratif de Blois, du tribunal de commerce de Blois et du tribunal judiciaire de Blois.

## Population et société

### Démographie

#### Évolution démographique
L'évolution du nombre d'habitants est connue à travers les recensements de la population effectués dans la commune depuis 1793. Pour les communes de moins de 10 000 habitants, une enquête de recensement portant sur toute la population est réalisée tous les cinq ans, les populations de référence des années intermédiaires étant quant à elles estimées par interpolation ou extrapolation. Pour la commune, le premier recensement exhaustif entrant dans le cadre du nouveau dispositif a été réalisé en 2008.

En 2022, la commune comptait 620 habitants, en évolution de −1,43 % par rapport à 2016 (Loir-et-Cher : −1,15 %, France hors Mayotte : +2,11 %).
| 1793 | 1800 | 1806 | 1821 | 1831 | 1836 | 1841 | 1846 | 1851 |
| ---- | ---- | ---- | ---- | ---- | ---- | ---- | ---- | ---- |
| 412  | 438  | 432  | 462  | 449  | 579  | 712  | 629  | 605  |

| 1856 | 1861 | 1866 | 1872 | 1876 | 1881 | 1886 | 1891 | 1896 |
| ---- | ---- | ---- | ---- | ---- | ---- | ---- | ---- | ---- |
| 662  | 677  | 742  | 654  | 563  | 540  | 571  | 530  | 517  |

| 1901 | 1906 | 1911 | 1921 | 1926 | 1931 | 1936 | 1946 | 1954 |
| ---- | ---- | ---- | ---- | ---- | ---- | ---- | ---- | ---- |
| 470  | 429  | 440  | 434  | 412  | 405  | 381  | 409  | 397  |

| 1962 | 1968 | 1975 | 1982 | 1990 | 1999 | 2006 | 2008 | 2013 |
| ---- | ---- | ---- | ---- | ---- | ---- | ---- | ---- | ---- |
| 415  | 431  | 474  | 550  | 551  | 574  | 601  | 611  | 615  |

| 2018 | 2022 | - | - | - | - | - | - | - |
| ---- | ---- | - | - | - | - | - | - | - |
| 622  | 620  | - | - | - | - | - | - | - |

#### Pyramide des âges
En 2018, le taux de personnes d'un âge inférieur à 30 ans s'élève à 31,5 %, soit au-dessus de la moyenne départementale (31,3 %). À l'inverse, le taux de personnes d'âge supérieur à 60 ans est de 30,5 % la même année, alors qu'il est de 31,6 % au niveau départemental.
En 2018, la commune comptait 306 hommes pour 316 femmes, soit un taux de 50,8 % de femmes, légèrement inférieur au taux départemental (51,45 %).
Les pyramides des âges de la commune et du département s'établissent comme suit.
| Hommes | Classe d’âge | Femmes |
| ------ | ------------ | ------ |
| 1,0    | 90 ou +      | 0,9    |
| 6,2    | 75-89 ans    | 9,8    |
| 20,6   | 60-74 ans    | 22,5   |
| 20,6   | 45-59 ans    | 20,6   |
| 17,3   | 30-44 ans    | 17,4   |
| 17,0   | 15-29 ans    | 10,8   |
| 17,3   | 0-14 ans     | 18,0   |

| Hommes | Classe d’âge | Femmes |
| ------ | ------------ | ------ |
| 1,1    | 90 ou +      | 2,6    |
| 9,2    | 75-89 ans    | 11,9   |
| 19,7   | 60-74 ans    | 20,4   |
| 20,7   | 45-59 ans    | 20     |
| 16,5   | 30-44 ans    | 16,2   |
| 15,2   | 15-29 ans    | 13,2   |
| 17,6   | 0-14 ans     | 15,7   |

## Économie

### Secteurs d'activité
Le tableau ci-dessous détaille le nombre d'entreprises implantées à Menars selon leur secteur d'activité et le nombre de leurs salariés :
|                                                              | total | % com (% dep) | 0 salarié | 1 à 9 salarié(s) | 10 à 19 salariés | 20 à 49 salariés | 50 salariés ou plus |
| ------------------------------------------------------------ | ----- | ------------- | --------- | ---------------- | ---------------- | ---------------- | ------------------- |
| Ensemble                                                     | 47    | 100,0 (100)   | 34        | 11               | 0                | 1                | 1                   |
| Agriculture, sylviculture et pêche                           | 3     | 6,4 (11,8)    | 2         | 1                | 0                | 0                | 0                   |
| Industrie                                                    | 6     | 12,8 (6,5)    | 2         | 2                | 0                | 1                | 1                   |
| Construction                                                 | 5     | 10,6 (10,3)   | 3         | 2                | 0                | 0                | 0                   |
| Commerce, transports, services divers                        | 27    | 57,4 (57,9)   | 24        | 3                | 0                | 0                | 0                   |
| dont commerce et réparation automobile                       | 8     | 17,0 (17,5)   | 8         | 0                | 0                | 0                | 0                   |
| Administration publique, enseignement, santé, action sociale | 6     | 12,8 (13,5)   | 3         | 3                | 0                | 0                | 0                   |
| Champ : ensemble des activités.                              |       |               |           |                  |                  |                  |                     |

Le secteur du commerce, transports et services divers est prépondérant dans la commune (27 entreprises sur 47)6,4 %), il est plus important qu'au niveau départemental (11,8 %).
Sur les 47 entreprises implantées à Menars en 2016, 34 ne font appel à aucun salarié, 11 comptent 1 à 9 salariés, une emploie entre 20 et 49 personnes

### Agriculture
En 2010, l'orientation technico-économique de l'agriculture dans la commune est diverses cultures (hors céréales et oléoprotéagineux, fleurs et fruits). Le département a perdu près d'un quart de ses exploitations en 10 ans, entre 2000 et 2010 (c'est le département de la région Centre-Val de Loire qui en compte le moins). Cette tendance se retrouve également au niveau de la commune où le nombre d'exploitations est passé de 5 en 1988 à 2 en 2000 puis à 1 en 2010. Parallèlement, la taille de ces exploitations augmente, passant de 42 ha en 1988 à 202 ha en 2010.
Le tableau ci-dessous présente les principales caractéristiques des exploitations agricoles de Menars, observées sur une période de 22 ans :
|                                      | 1988                 | 2000                 | 2010                 |
| Dimension économique                 | Dimension économique | Dimension économique | Dimension économique |
| ------------------------------------ | -------------------- | -------------------- | -------------------- |
| Nombre d'exploitations (u)           | 5                    | 2                    | 1                    |
| Travail (UTA)                        | 5                    | 2                    | 5                    |
| Surface agricole utilisée (ha)       | 210                  | 148                  | 202                  |
| Cultures                             |                      |                      |                      |
| Terres labourables (ha)              | 183                  | s                    | s                    |
| Céréales (ha)                        | 136                  | s                    | s                    |
| dont blé tendre (ha)                 | 81                   | s                    | s                    |
| dont maïs-grain et maïs-semence (ha) | s                    | s                    |                      |
| Tournesol (ha)                       | s                    |                      |                      |
| Colza et navette (ha)                | s                    | s                    |                      |
| Élevage                              |                      |                      |                      |
| Cheptel (UGBTA)                      | 9                    | 0                    | 0                    |

.

#### Produits labellisés
Le territoire de la commune est intégré aux aires de productions de divers produits bénéficiant d'une indication géographique protégée (IGP) : le vin Val-de-loire et les volailles de l’Orléanais,.

## Culture locale et patrimoine

### Patrimoine mondial de l'Unesco
Le 30 novembre 2000, le Val de Loire, dans son cours moyen de Sully-sur-Loire (Loiret) à Chalonnes-sur-Loire (Maine-et-Loire), est inscrit sur la liste du patrimoine mondial de l'UNESCO comme « paysage culturel ». Cette inscription reconnaît au site une « valeur universelle exceptionnelle » fondée sur la densité de son patrimoine monumental, architectural et urbain, l'intérêt du paysage fluvial et la qualité exceptionnelle d'expressions paysagères héritées de la Renaissance et du Siècle des Lumières. Toute altération de la V.U.E. est considérée comme une perte pour la mémoire de l'Humanité.
Menars fait partie des vingt-six communes de Loir-et-Cher dont le territoire est dans le périmètre inscrit,.
Un plan de gestion pour le Val de Loire patrimoine mondial couvrant les quatre départements concernés par le périmètre inscrit a été adopté le 15 novembre 2012 par le préfet de la région Centre, coordonnateur du site. L'État et les collectivités territoriales, dont les communes, au titre de leurs compétences en matière de patrimoine et d'urbanisme, ou encore de leurs politiques socioéconomiques et d'aménagement du territoire, s'engagent à mettre en place les moyens d'identification, de protection, de conservation et de mise en valeur de ce paysage culturel vivant.

### Lieux et monuments
- Château de Menars : château des XVIIe et XVIIIe siècles, transformé par Ange-Jacques Gabriel et Jacques-Germain Soufflot pour Mme de Pompadour puis pour son frère, Abel-François Poisson de Vandières, marquis de Marigny.
- Église Saint-Jean-Baptiste (XVIIe siècle) : abside à trois pans, fenêtres en plein cintre, nef rectangulaire, grosse tour carrée à pyramide de charpente, lanternon et flèche, portail à oculus. À l'intérieur : retable en pierre, sarcophages avec les épitaphes et armoiries des Charron.

### Héraldique
| Blason de Menars | Blason  | D'azur au chevron d'or accompagné de trois étoiles du même. |
| Blason de Menars | Détails | Adoption en mars 2011 des armes des Charron de Menars.      |

### Personnalités liées à la commune
- Mme de Pompadour, achète le château et est titrée duchesse de Menars.
- Abel-François Poisson de Vandières, marquis de Marigny, directeur général des Bâtiments du Roi.
- Louis Etienne Marchand[89] (1749-1793), homme politique né et décédé à Menars, député du Loir-et-Cher.
- Jules Crosnier né à Menars[90] héros du combat de la Rougemare et des Flamants en septembre 1914[91],[92].
- Georges Hiverge, né à Paris en 1865 et mort à Macé par Ménars dans le département de Loir-et-Cher en juillet 1929, est un ingénieur, ancien élève de l'École nationale supérieure d'arts et métiers, directeur de la fonderie de Maisons-Alfort, en 1890 et créateur de sa propre fonderie en 1898, dite Maison-Blanche à Paris.
- la Princesse Bibesco y est enterrée dans le cimetière communal.